# 유동형 칩
유동형 칩(flow type chip)은 연성재료의 고속절삭에서 나타나며, 칩이 공구의 경사면을 따라 연속적으로 전단 스트레인을 발생하여 연속칩(continuous chip)을 발생시키는 것으로서 공구선단부의 칩은 전단응력을 받고, 항상 상부에 연속된 미끄럼이 생기므로 진동이 작고 가공면이 매끈하다.